# Richard I. Normandský
Richard I, známý jako Nebojácný (Sans Peur; kolem 935 Fécamp - 20. listopadu 996 tamtéž) byl rouenský hrabě a první vévoda normandský.

## Život
Richard byl synem Viléma I., hraběte z Rouenu a jarla Normanů, a Sproty, bretaňské válečné zajatkyně a konkubíny, která si po Vilémově smrti vzala bohatého mlynáře jménem Esperleng. Když byl Vilém I. v roce 942 zavražděn, byl Richard ještě dítě, takže nemohl zabránit králi Ludvíkovi IV., aby Normandii obsadil. Král ho pravděpodobně držel v zajetí u dvora v Laonu a jmenoval guvernérem Normandie Raoula Tourteho. Proti odporu Normanů, které podpořil dánský král Harald Modrozub, se Ludvík dočasně spojil se svým soupeřem Hugem Velikým, ale v roce 945 byl Normany v Rouenu zajat a předán Hugovi. Přibližně ve stejné době se Richard mohl vrátit do Normandie, kde převzal titul vévody.
Kolem roku 956 ho Hugo Veliký jmenoval ochráncem svého syna a pozdějšího krále Huga Capeta a zasnoubil s ním svou dceru Emmu Pařížskou. Ta se v roce 960 provdala za Richarda, ale pravděpodobně zemřela bezdětná někdy po roce 966. Podle kronikáře Roberta z Thorigny se Richard krátce po Emmině smrti odebral na lov, kde se během jednoho ubytování zamiloval do dánské ženy jménem Seinfreda. Ale ona už byla vdaná, a proto požádala Richarda, aby zkusil štěstí s její starší sestrou Gunnorou. Děti ze vztahu s Gunnorou pak byly legitimovány manželstvím až dodatečně.
Richard přivedl do země opata ze St. Bénigne Viléma z Volpiana a nechal postavit benediktinský klášter na ostrově Mont-Saint-Michel a znovu postavit kostel ve Fécampu, který byl zničen během vikingských invazí.

## Potomstvo
Richardovi potomci s Gunnorou Dánskou jsou:
- Richard II, vévoda z Normandie;
- Robert († 1037), arcibiskup z Rouenu, hrabě z Évreux;
- Mauger († po roce 1033), hrabě z Corbeilu;
- Robert Danus († 985/989);
- Emma (* kolem 987; † 6. březen 1052), ∞ I) 1002 Æthelred II., anglický král, ∞ II) 1016 Knut Veliký, anglický král, později také král Dánska a Norska;
- Hawise, ∞ Gottfried I., vévoda z Bretaně;
- Mathilde ∞ Odo II, hrabě z Blois, Champagne a Chartres.

Další potomci:
- Geoffroy Brionneský (* kolem 970), hrabě z Brionne;
- Vilém (* asi 985), hrabě z Eu.